# Ernstberg
De Ernstberg (ook Erresberg genoemd) is met zijn 698,8 meter de hoogste vulkaan uit de Westeifel en tevens de op één na hoogste heuvel van het gehele Eifelgebied (na de Hohe Acht). Deze stratovulkaan uit het Calabrien ligt zuidoostelijk van Hinterweiler.